# 吉西 (意大利)
吉西是意大利阿布鲁佐大区基耶蒂省的一个镇。